# Plan trzyletni

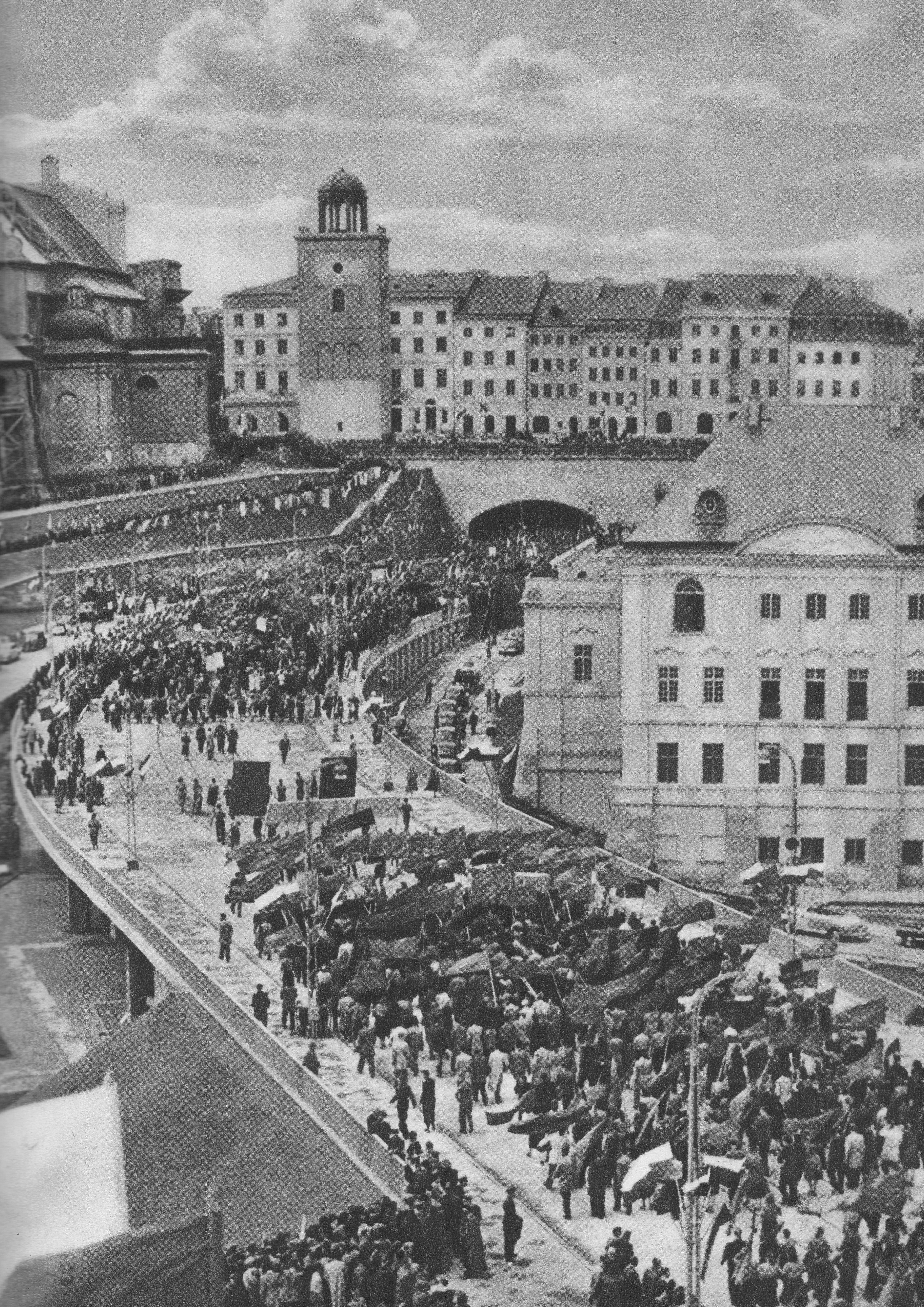
Otwarcie Trasy W-Z w Warszawie, 22 lipca 1949

Plan trzyletni (a właściwie Plan Odbudowy Gospodarczej) – realizowany w latach 1947–1949 pierwszy plan gospodarczy przygotowany po II wojnie światowej przez związany z PPS i kierowany przez Czesława Bobrowskiego Centralny Urząd Planowania. Plan trzyletni jest uznawany za jedyny skuteczny plan gospodarczy w historii PRL: dzięki niemu w dużej mierze odbudowano gospodarkę ze zniszczeń wojennych. Jego główne założenia przewidywały podniesienie stopy życiowej ludności powyżej poziomu przedwojennego, unowocześnienie struktury gospodarczej kraju, likwidację bezrobocia i zmniejszenie przeludnienia agrarnego.
Plan przewidywał równoprawną rolę trzech sektorów w gospodarce: państwowego, spółdzielczego i prywatnego.
21 września 1946 roku Krajowa Rada Narodowa podjęła uchwałę zatwierdzającą wytyczne planu gospodarczego obejmującego okres do 1949 roku. Ustawę określającą zadania planu uchwalił Sejm Ustawodawczy 2 lipca 1947 roku (Ustawa o Planie Odbudowy Gospodarczej (Dz.U. z 1947 nr 53, poz. 285)):

Podstawowym zadaniem gospodarki narodowej w okresie 1947–1949 jest podniesienie stopy życiowej pracujących warstw ludności powyżej poziomu przedwojennego.

Ustawa postulowała wzrost udziału przemysłu i usług w ogólnej produkcji, rozwój handlu zagranicznego, wzrost produkcji podstawowych artykułów przemysłu konsumpcyjnego. Określała rozmiary produkcji przemysłowej i rolnej w kolejnych latach. W 1949 roku miało nastąpić przekroczenie przedwojennej produkcji przemysłowej, w rolnictwie zaś osiągnięcie na głowę ludności 110% przeciętnej produkcji z lat 1936–1938.
W latach 1947–1949 miała w zasadzie być zakończona odbudowa gospodarki polskiej i równocześnie zmienione proporcje między produkcją przemysłową a rolną.

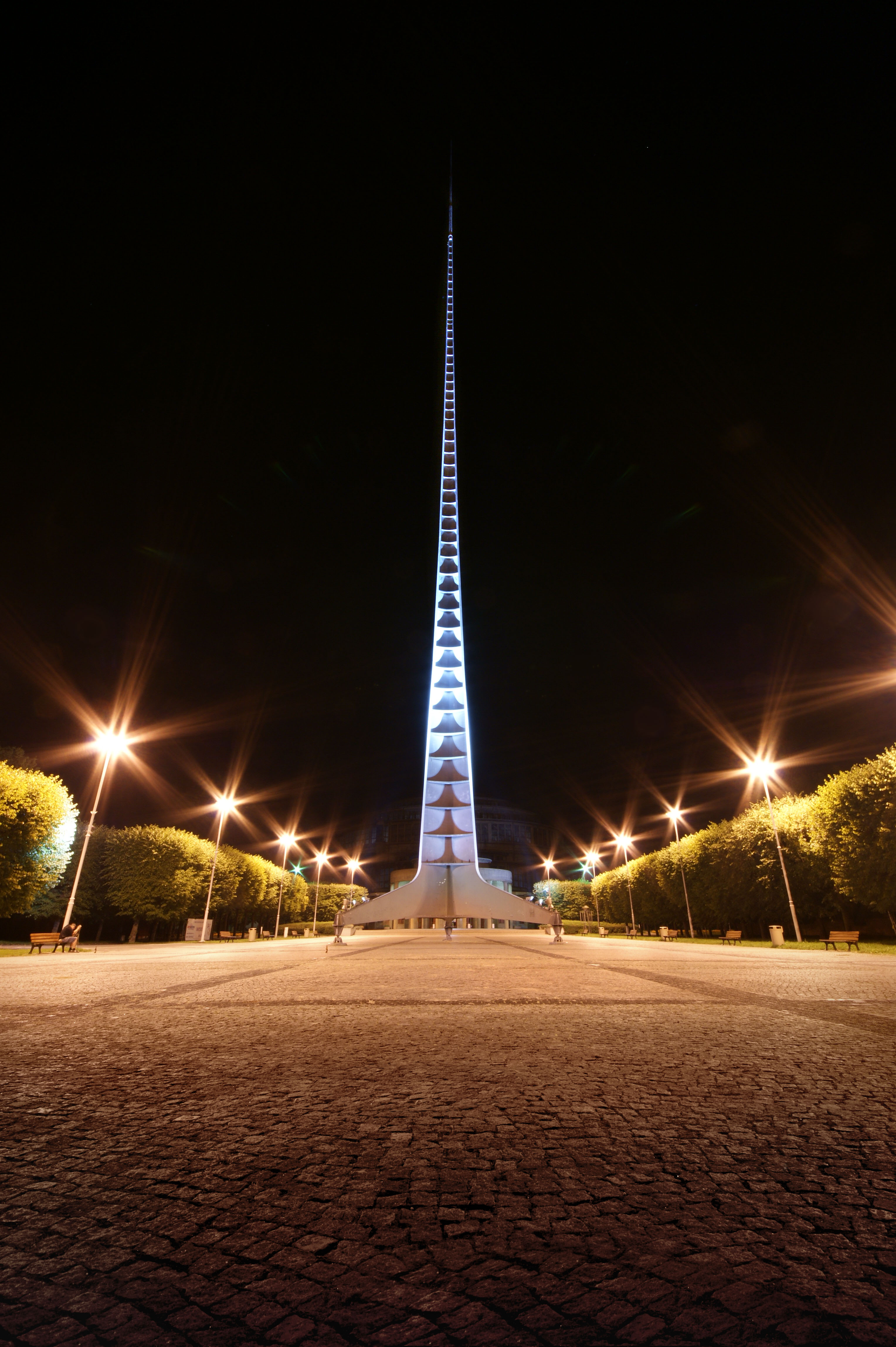
Iglica we Wrocławiu, wzniesiona w 1948 r. z okazji Wystawy Ziem Odzyskanych. Scalenie Ziem Odzyskanych z resztą kraju było jednym z głównych założeń i celów planu 3-letniego

Założenia planu nie przewidywały budowy nowych zakładów. Środki inwestycyjne przeznaczono głównie na odbudowę najmniej zniszczonych przedsiębiorstw. Plan dawał pierwszeństwo odbudowie przemysłu pracującego na potrzeby ludności. Już jednak od ostatniego roku planu priorytet przesuwał się w kierunku odbudowy i rozwoju przemysłu wytwarzającego środki produkcji.
W pierwszym roku planu 3-letniego pogorszyły się stosunki międzynarodowe (rząd Cyrankiewicza pod naciskiem ZSRR odrzucił plan Marshalla), a także wystąpił nieurodzaj w lecie 1947 roku, ale nie zahamowało to wzrostu produkcji przemysłowej. Ważnym czynnikiem był ruch współzawodnictwa pracy. W wyniku szybkiej odbudowy i przeznaczenia dużych nakładów inwestycyjnych na przemysł, zadania planu trzyletniego w dziedzinie wzrostu produkcji przemysłowej zostały wykonane w ciągu dwóch lat i 10 miesięcy. W latach 1947–1949 tempo wzrostu produkcji utrzymywało się na bardzo wysokim poziomie. Jednak niewiele wzrosła produkcja rzemiosła.
Wzrost produkcji wiązał się z szybkim zwiększeniem się zatrudnienia. Rozwój przemysłu doprowadził do istotnych przemian w strukturze zawodowej Polski. W okresie planu 3-letniego rozpoczęła się wielka migracja ludności ze wsi do miast.
Mniej korzystnie przedstawiała się sytuacja w rolnictwie. W 1947 roku zbiory okazały się mniejsze niż oczekiwano. Sytuacja rolnictwa zmuszała do importu dużej ilości zbóż. Dla poprawy sytuacji państwo rozwinęło kontraktację, czyli system umów zawieranych z rolnikami przez uspołecznienie przedsiębiorstw, które gwarantowały uzyskanie określonych z góry cen za produkty rolne, gospodarce socjalistycznej zapewniały zaś dostawy potrzebnych towarów.
Jednak rozdział środków inwestycyjnych świadczył o tym, że w polityce gospodarczej zaczynały zwyciężać tendencje, by problemy rolnictwa odsuwać na dalszy plan. Mimo tego plan trzyletni zamknął się również dużymi osiągnięciami rolnictwa.

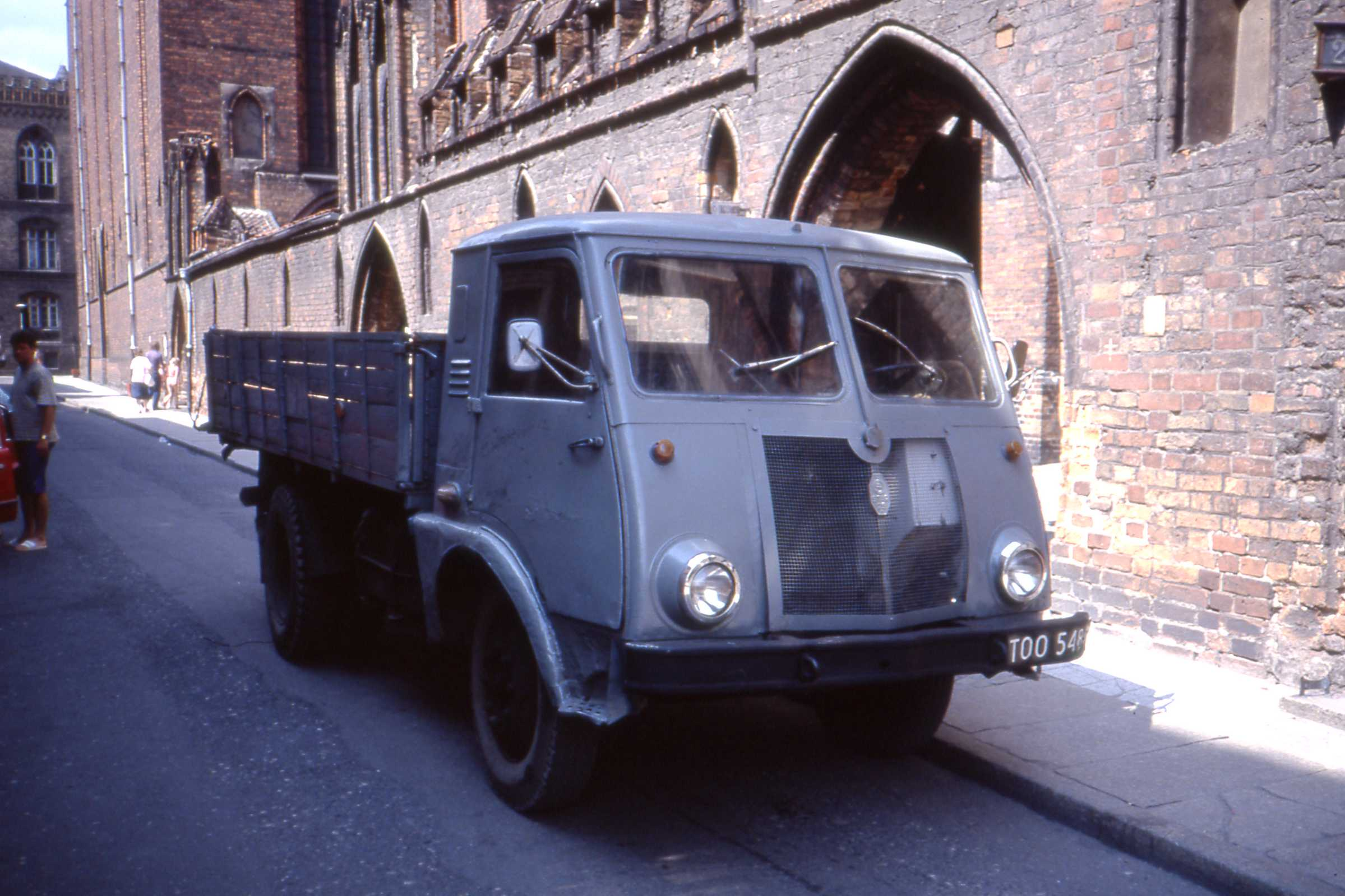
Powojenna polska marka samochodów ciężarowych – Star

Kolejnym planem polskiej gospodarki był plan sześcioletni (1950–1955).